# نوثر (دهانه)
نوثر یک دهانه برخوردی در ماه‌ است.

## دهانه‌های اقماری
این دهانه ۶ دهانه اقماری دارد.
| Nöther | عرض جغرافیایی | طول جغرافیایی | قطر          |
| ------ | ------------- | ------------- | ------------ |
| A      | ۶۹.۳° N       | ۱۱۲.۱° W      | ۲۹.۰ کیلومتر |
| E      | ۶۷.۶° N       | ۱۰۵.۱° W      | ۴۷.۰ کیلومتر |
| U      | ۶۷.۶° N       | ۱۲۳.۴° W      | ۳۶.۰ کیلومتر |
| T      | ۶۶.۳° N       | ۱۲۱.۵° W      | ۴۴.۰ کیلومتر |
| V      | ۶۸.۹° N       | ۱۲۲.۴° W      | ۲۶.۰ کیلومتر |
| X      | ۶۸.۹° N       | ۱۱۶.۸° W      | ۳۰.۰ کیلومتر |